# Venus Dream
「Venus Dream」（ヴィーナス・ドリーム）は、佐藤ひろ美の楽曲。Bee'が作詞、西村麻聡が作曲を手掛けた。佐藤のメジャー11枚目、および通算20枚目のシングルとして2006年11月24日にb-fairy recordsから発売された。

## 概要
佐藤のソロシングルとしては前作「Cause your love 〜白いmelody〜」以来、約8か月半ぶりのリリースとなる。
表題曲はWOWOWアニメ『護くんに女神の祝福を!』のエンディングテーマに使用された。カップリング曲は同アニメの挿入歌として使用された。
ジャケットには、『護くんに女神の祝福を!』に登場するキャラクターの鷹栖絢子と吉村護が描かれている。イラストは同作のキャラクターデザインを手掛けた高品有桂による描き下ろしとなっている。

## チャート成績
初週714枚を売り上げ、2006年12月4日付オリコン週間シングルランキングで初登場148位を獲得した。チャート登場回数は2回。累計1,111枚のセールスを記録した。

## シングル収録内容
| #         | タイトル                 | 作詞       | 作曲・編曲 | 時間  |
| --------- | ------------------------ | ---------- | ---------- | ----- |
| 1.        | 「Venus Dream」          | Bee'       | 西村麻聡   | 3:51  |
| 2.        | 「永遠の恋」             | 佐藤ひろ美 | 横山マサル | 4:05  |
| 3.        | 「Venus Dream」(karaoke) |            |            | 3:50  |
| 4.        | 「永遠の恋」(karaoke)    |            |            | 4:01  |
| 合計時間: | 合計時間:                | 合計時間:  | 合計時間:  | 15:47 |

## 収録アルバム
| 曲名        | 収録アルバム                                       | 発売日        | 備考 |
| ----------- | -------------------------------------------------- | ------------- | ---- |
| Venus Dream | 護くんに女神の祝福を! オリジナル・サウンドトラック | 2007年4月25日 |      |
| Venus Dream | Brilliant Moon                                     | 2007年5月25日 |      |
| Venus Dream | 佐藤ひろ美 THE BEST -Ever Green-                   | 2010年9月22日 |      |